# 대처 (행동)
대처(coping)란 불쾌한 감정을 줄이기 위해 사용되는 의식적인 전략을 말한다. 대처 전략은 인지 또는 행동일 수 있으며 개인적이거나 사회적일 수 있다. 대처한다는 것은 인생의 투쟁과 어려움을 처리하고 극복하는 것이다. 이는 사람들이 정신적, 정서적 안녕을 유지하는 방법이다. 모든 사람은 인생에서 발생하는 어려운 사건을 처리하는 방법을 가지고 있으며, 그것이 바로 대처한다는 의미이다. 대처는 건강하고 생산적일 수도 있고, 파괴적이고 건강에 해로울 수도 있다. 개인이 유익하고 건강한 방식으로 대처하는 것이 좋다. 스트레스를 잘 관리하면 신체적으로나 정신적으로 기분이 좋아질 수 있으며 최선을 다하는 능력에 영향을 줄 수 있다.

## 대처이론
사람들이 어떻게 대처하는지 이해하기 위해 수백 가지의 대처 전략이 제안되었다. 이러한 전략을 더 넓은 아키텍처로 분류하는 데에는 합의가 이루어지지 않았다. 연구자들은 요인 분석을 통해 또는 두 기술을 혼합하여 합리적으로, 경험적으로 대처 반응을 그룹화하려고 한다. 초기에 포크먼(Folkman)과 라자루스(Lazarus)는 대처 전략을 문제 중심, 감정 중심, 지원 추구, 의미 만들기 대처의 네 그룹으로 나누었다. 웨이텐(Weiten)은 평가 중심(적응적 인지), 문제 중심(적응 행동), 감정 중심, 직업 중심 대처라는 네 가지 유형의 대처 전략을 식별했다. 빌링스(Billings)와 무스(Moos)는 감정 중심 대처 중 하나로 회피 대처를 추가했다. 일부 학자들은 이러한 전략이 서로 독립적이지 않기 때문에 강제 분류의 심리학적 타당성에 의문을 제기했다. 게다가 실제로 사람들은 여러 가지 대처 전략을 동시에 채택할 수 있다.
일반적으로 사람들은 시간이 지남에 따라 바뀔 수 있는 여러 유형의 대처 전략을 혼합하여 사용한다. 이러한 모든 전략은 유용할 수 있지만 문제 중심의 대처 전략을 사용하는 사람들은 삶에 더 잘 적응할 것이라고 주장하는 사람들도 있다. 문제 중심 대처 메커니즘은 개인이 자신의 문제에 대해 더 큰 통제력을 갖도록 허용하는 반면, 감정 중심 대처 메커니즘은 때때로 인지된 통제력(부적응적 대처)을 감소시킬 수 있다.
라자루스는 '방어적 재평가' 또는 인지적 대처에 대한 자신의 생각과 지그문트 프로이트의 '자아 방어' 개념 사이의 연관성을 지적하며, 이에 따라 대처 전략은 사람의 방어 기제와 중복된다.

## 같이 보기
- 방어 기제
- 감정지능
- MBSR
- 회복 탄력성
- 심적외상
- 자기은폐
- 자기조절
- 뻣뻣한 윗입술
- 자기 자극 행동
- 스트레스
- 스트레스 관리